# José Cuervo
Pour les articles homonymes, voir Cuervo.
José Cuervo (légalement appelée Becle, S.A.B. de C.V.) est une une entreprise mexicaine spécialisée dans la production de tequila, fondée en 1795 dans la ville de Tequila, l'État de Jalisco au Mexique. Son produit le plus vendu est Jose Cuervo Especial. Elle est la plus vendue au monde.
C'est une entreprise familiale, détenue à 70 % par Juan Francisco Beckmann (es) et à 30 % par son fils Juan Domingo Beckmann, qui est l'actuel PDG de l'entreprise. La famille mexicaine Beckmann est descendante de Don José Antonio de Cuervo, le fondateur de l'entreprise.

## Histoire
Francisco de Cuervo y Valdés y Suárez (1651-1714) est le fondateur de la famille qui a donné naissance à la Casa Cuervo. Originaire du conseil de Candamo, dans la Principauté des Asturies, il arrive en Nouvelle-Espagne en 1678 avec le grade de capitaine d'infanterie.
Son frère, José Antonio de Cuervo y Valdés y García de las Rivas (1708-1764), a été intendant de la Confrérie des Âmes de la Tequila et propriétaire de Solar de las Ánimas, ainsi que d'une autre propriété, où il a commencé à cultiver le mezcal et à produire et vendre du vin de mezcal.
Ses fils, José Prudencio De Cuervo y Montaño et José María Guadalupe de Cuervo y Montaño, acquièrent à la fin de l'année 1770 - au moment où Charles III décrète l'interdiction de la production et du commerce des boissons alcoolisées - les pâturages de l'Hacienda de Abajo, où la Taberna de Cuervo sera établie quelque temps plus tard. En 1795, lorsque l'interdiction fut annulée, son frère José María Guadalupe obtint de Charles IV la deuxième licence pour produire du « vin de mezcal » (en 1764, le troisième marquis de Jaral (es), Juan Nepomuceno de Moncada y de Berrio, avait obtenu par décret royal la première licence pour produire du mezcal, appelé à l'époque « vino mezcal » ou « aguardiente criollo de jaral ».

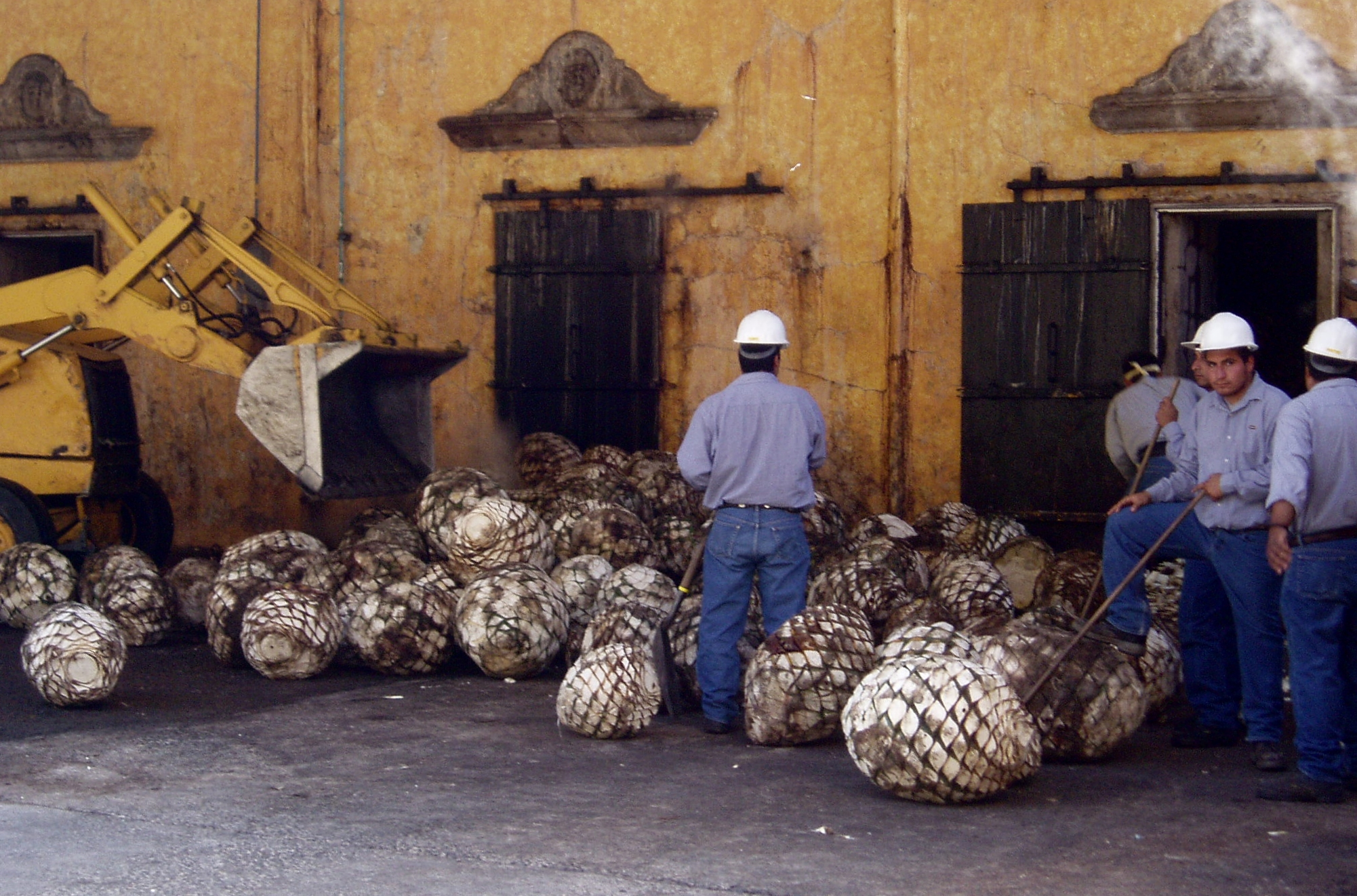
La distillerie José Cuervo à Tequila, au Mexique.

C'est en 1812, au centre de la ville de Tequila, qu'a été fondée l'usine La Rojeña, une distillerie de boissons alcoolisées qui détient le titre de plus ancienne d'Amérique latine. La création de cette usine a permis à l'entreprise d'étendre son marché à l'ensemble de la République mexicaine. Au fil du temps, le toast traditionnel de Jalisco est devenu le toast du Mexique.
À la mort de José María Guadalupe, sa fille María Magdalena hérite de ses biens et de ses propriétés, comme San Juan de Dios del Limón qui, avec d'autres terres, devient La Rojeña, une entreprise qui produit jusqu'à 400 barils par semaine.
José Vicente Albino Rojas y Jiménez, le mari de María, devient l'administrateur des biens de la famille. Plus tard, Jesús Flores le remplace en achetant les droits de l'usine pour en devenir l'unique propriétaire, ce qui lui permet de changer le nom de La Rojeña en La Constancia. Il commença à embouteiller le vin mezcal, qui jusqu'alors n'était vendu qu'en tonneaux.
Fait curieux, lorsque Jose Cuervo a commencé la production et la distribution commerciale du tequila, il a eu l'idée de marquer chaque tonneau du symbole du corbeau, ce qui est peut-être la première fois qu'une marque est utilisée.
La réputation grandissante du tequila fait également augmenter les ventes de Tequila José Cuervo, qui a été la première entreprise de tequila à exporter ses produits vers d'autres pays, principalement les États-Unis et l'Amérique du Sud. À la fin du XIXe siècle et au début du XXe siècle, Casa Cuervo a participé à plusieurs expositions universelles et y a remporté plusieurs prix internationaux.
En 1972, avec Don Juan Beckmann à la tête de l'entreprise, les exportations ont pris de l'ampleur, conquérant le marché américain et commençant à exporter à grande échelle vers l'Europe et le reste du monde.
En 1995, José Cuervo a célébré deux cents ans de production de tequila. La Reserva de la Familia, produite à partir des réserves privées de tequila de la famille, a été lancée en l'honneur de cette occasion. En 2007, la société a lancé, dans le cadre de la gamme Reserva de la Familia, José Cuervo Platino, un tequila argenté ultra-premium fabriqué à la main et en édition limitée.
Juan Domingo Beckmann, fils de Don Juan Beckmann, est la sixième génération à diriger l'entreprise.

## Marques
Les marques de l'entreprise sont les suivantes :
- José Cuervo Especial
- José Cuervo Tradicional
- Centenario Plata
- Centenario reposado
- Gran Centenario Añejo
- 1800
- Maestro Tequilero
- José Cuervo Clásico
- Tequilas Cuervo con Sabor
- José Cuervo Black
- José Cuervo Reserva de la Familia

La grande majorité des produits Jose Cuervo sont toujours fabriqués par l'usine de La Rojeña. Cette usine est une grande attraction touristique de la ville de Tequila, car ses installations conservent plusieurs des équipements utilisés il y a 200 ans. Elle abrite en outre le musée national du tequila, qui traite de l'histoire et de la production du tequila.

## Développement international
Jose Cuervo jouit actuellement d'une grande popularité : c'est le tequila le plus vendu au monde, avec des ventes de plus de 5 millions de caisses par an, et il possède l'un des plus hauts niveaux de qualité et de prestige.
Casa Cuervo a récemment renforcé son marketing pour axer ses produits sur le marché des jeunes, afin d'encourager la consommation parmi les couches les plus jeunes de la société.

## Site officiel
- Site officiel